# ショーン・レスター
ショーン・アーネスト・レスター（Seán Ernest Lester、1888年9月28日 - 1959年6月13日）は、アイルランドの外交官。最後の国際連盟事務総長（第3代）を務めた。

## 若年期
1888年に食料品店を経営するプロテスタントの家庭に生まれる。故郷のキャリクファーガスはユニオニストの勢力が強い町だったが、レスターは若年のころからゲール語連盟に参加するなどナショナリストとして育った。また、ナショナリスト組織アイルランド共和同盟にも参加していた。レスターはダブリンに移る前はノース・ダウン・ヘラルド紙のジャーナリストとして活動し、1919年までの間に報道編集者に昇格した。
アイルランド独立戦争の後にアイルランド自由国が成立すると、友人が自由国政府に参加した縁で広報官として自由国政府に参加した。1920年にはエリザベス・ルース・ティレルと結婚し、3人の娘をもうけた。

## 外交官
1923年、アイルランドの対外関係省（外務省）に入省した。1929年、マイケル・マクホワイトの後任として、国際連盟常駐代表としてジュネーブに赴任した。1930年には、国際連盟理事会（執行機関）にアイルランドが3年間選出されるように仕向けた。レスターはアイルランド代表として理事会にしばしば出席し、外務大臣の代理を務めた。レスターは国際連盟の活動にさらに深く関わるようになり、特に南米で起きた2つの戦争の解決に尽力した。その仕事ぶりが連盟事務局の目に留まり、国際公務員へと転身するきっかけとなった。
コロンビア・ペルー戦争の際には戦争解決のための委員会を統括し、戦争終結に尽力した。また、チャコ戦争の際にも委員会を統括したが、こちらでは連盟が主導権を握ることは出来ず、アメリカ合衆国などの周辺国が主導して戦争は終結した。
1933年、レスターは国際連盟事務局に出向した。1934年から1937年まで、国際連盟の高等弁務官として、自由都市ダンツィヒ（現ポーランド・グダニスク）に赴任した。ポーランド回廊の問題やダンツィヒとナチス・ドイツとの関係をめぐって、ナチス・ドイツと国際社会との間で紛争の火種となっていた。レスターは、ドイツ政府のユダヤ人に対する迫害と差別について繰り返し抗議し、ヨーロッパに迫る災厄を国際連盟に警告した。それにより、レスターはダンツィヒのドイツ政府・ナチ党代表から職務をボイコットされた。
2010年8月、レスターがダンツィヒ滞在中に住居として使用していた市庁舎の一室が、パベウ・アダモビッチ市長によって「ショーン・レスター・ルーム」と改称された。

### 国際連盟事務総長
1937年にジュネーブに戻って国際連盟の副事務総長に就任した。1940年に事務総長に就任した。そのときには、第二次世界大戦による混乱で、連盟の機能は既に停止状態となっていた。前任のフランス出身のジョセフ・アヴェノルがオーストリアやイギリスなどの出身の職員を解雇したため、レスターの就任時には、元々700人だった職員が100人（警備員や清掃員を含む）になっていた。
レスターは戦争中もジュネーブに留まり、国際連盟の技術的・人道的プログラムを限定的に運営し続けた。戦争終結後、レスターは国際連盟の閉鎖を監督して、国際連盟の資産と機能を1946年に新しく設立された国際連合に引き渡した。1946年4月18日、国際連盟の解散が第21回国際連盟総会で決定したのを受けて、事務総長を辞任した。

## 晩年
国際連盟事務総長退任後は、アイルランド西部のゴールウェイ県レセスに隠棲し、1959年に同地で死去した。アイルランド大統領選挙への出馬の噂も上がっていたが、本人は政治的な地位を求めなかった。
『タイムズ』紙はレスターの死亡記事で「国際的な和解者であり、難民の勇敢な友人」と評した。1945年にウッドロウ・ウィルソン賞を授与され、1948年にはアイルランド国立大学から博士号を授与された。
孫娘のスーザン・デナムは、2011年から2017年にかけてアイルランド最高裁判所長官を務めた。